# ジャンパーピン

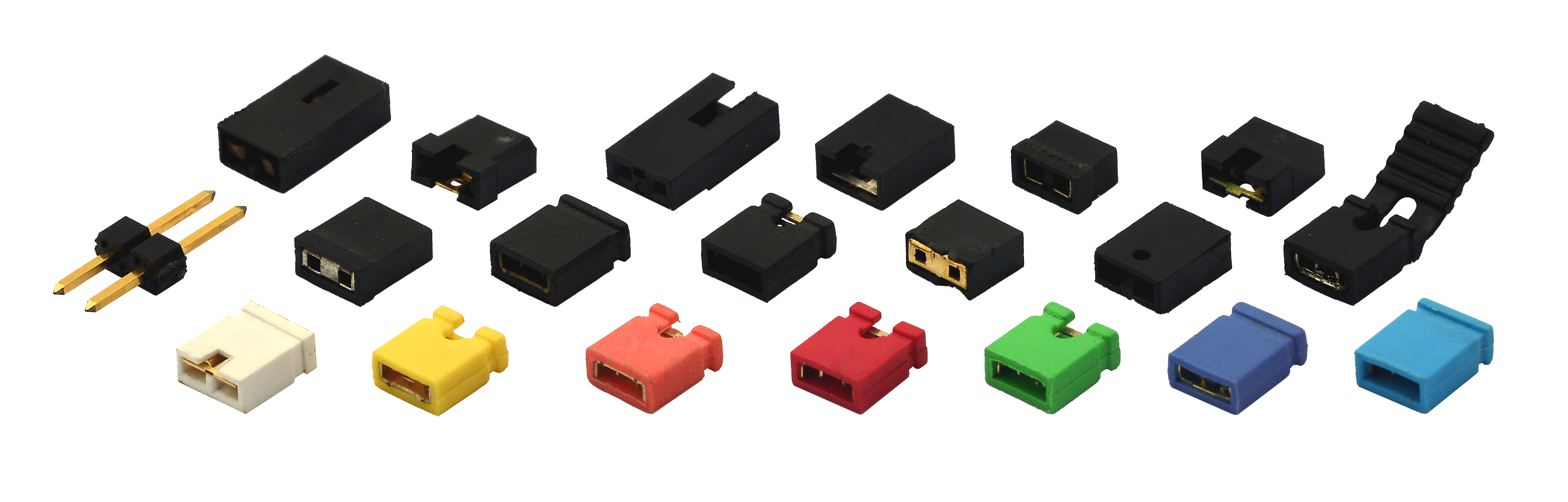
様々な色と形のジャンパー

ジャンパーとは、電子工学やコンピューティングの分野において電子回路を接続するための電線や端子の総称であり、主にプリント基板や制御盤で使用される。

## 概要
ジャンパーピンはジャンパーブロックと呼ばれるグループに配置され、各グループには少なくとも1対の接点がある。ジャンパーをピンに接続することで回路が形成される。
ジャンパーがオンになっているか、少なくとも2つのピンをカバーしている場合、クローズドジャンパーである。ジャンパーがオフの場合、1本のピンのみをカバーしている場合、またはピンにジャンパーがない場合は、オープンジャンパーである。
ジャンパーピンはピッチ(ピン間の距離)によって分類できる。一般的なピッチには次のものがある:
- 2.54mm
- 2.00mm
- 1.27mm

## 使用例

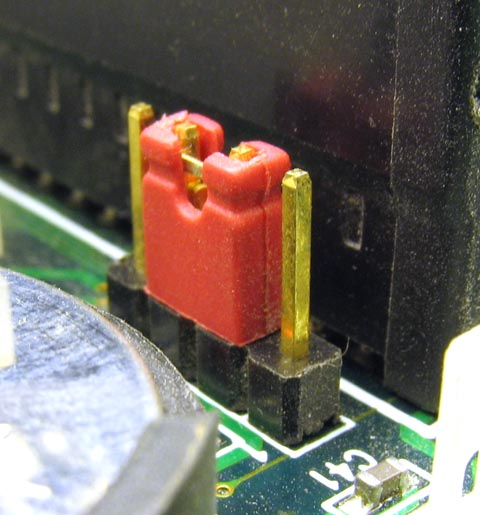
ピンヘッダ上の赤いジャンパー

ジャンパーは、プリント基板の初期から使用されてきた。古いコンピュータでは、CPU速度と電圧の設定はジャンパーを設定することによって行われることがよくあった。
ジャンパーレス設計には、通常、セットアップが迅速かつ容易であり、多くの場合、技術的な知識をほとんど必要とせず、回路基盤に物理的にアクセスすることなく調整できるという利点がある。PCでは、ジャンパーの最も一般的な用途はATAドライブの動作モードを設定することであったが、SATAドライブやプラグアンドプレイデバイスの台頭とともに使用は減少した。